# Na bitach 600V – historia polskiego hip hopu
Na bitach 600V – historia polskiego hip hopu – trzypłytowa kompilacja nagrań polskiego producenta muzycznego DJ-a 600V. Wydawnictwo ukazało się 26 czerwca 2006 roku nakładem wytwórni muzycznej Camey Studio.

## Lista utworów
| CD 1 1. W Witrynach Odbicia – Nie mi to oceniać 2. Tede – Merctedes S 600 3. WYP3 – Rap symfonia 4. Juchas & Numer Raz – 93.94 5. Pęku – Nowe wyzwanie 6. THS Klika – Z prochu powstałeś i w proch się obrócisz 7. Pwrd – Nie pamiętam 8. Warszafski Deszcz – Kilkaset słów prawdy 9. JedenSiedem – To dla Ciebie 10. Decybel – Szczera prawda 11. Franek – Tak bywa 12. WYP3 – Pwdsch 13. Freeze – Sprawdź co dzieje się 14. WSZ & CNE – Mikrofonowi ludzie 15. Haihaier – Nie jestem kurwa biznesmenem 16. Pęku – Nie trzaskaj furtką 17. JedenSiedem – Do dołu głowa 18. D.W.A. – Kto dziś wymiata 19. 1z2 – Absolutnie |  | CD 2 1. Vienio & Pele – Dziękówa dla chłopaków 2. Donguralesko – To jest ten beat ha! 3. Pono – Tabu 4. Mor W.A. – Unoszę głowę 5. Pezet – Nie słuchać przed 3005 6. Stereofonia – Dźwięki stereo 7. Molesta Ewenement – Rap gra 8. Fenomen – Słyszysz ten styl 9. Koras, Sokół, Fu, Pono – Uszanuj 10. Żusto – Kiedy obraca się świat 11. Pęku – 16-latka 12. Mieron & Jędker & Filon – Thc Beat I Rym 13. Flexxip & 2cztery7 – Co słychać 14. Włodi & Fu & Sokół & Jaźwa – Pamiętaj o melanżu 15. WYP3, ZIP Skład, Wigor – Popatrz (Remix) 16. Mor W.A. – Coś się teraz rozkręca 17. Koras & Fu – Oparta na faktach rymonacja 18. Felipe – Różnie bywa |

CD 3
1. Kaliber 44 – Ja się wcale nie chwale
2. Płomień 81 – Projekt jest w drodze
3. Tede – Świat zwariował w 23 lata
4. Gano & Risq – Gadają
5. Borixon – Mój rap mój hajs
6. Młody Łyskacz & Karolina – Błędy
7. Płomień 81 – Takie czasy
8. Fisz – Spadam
9. Gmc – Fakty
10. Endefis – Co przeżyliśmy
11. Onar – A łzy płyną
12. WYP3 – Zabić ten hałas
13. DJ 600V – Step Off
14. Płomień 81 – Pytasz kim jestem
15. Inespe & Mad – Niezależny rap
16. 3ekon – Nic tego nie zmieni
17. WYP3 & V.E.T.O. – Na to liczę